# Quadroni di San Carlo

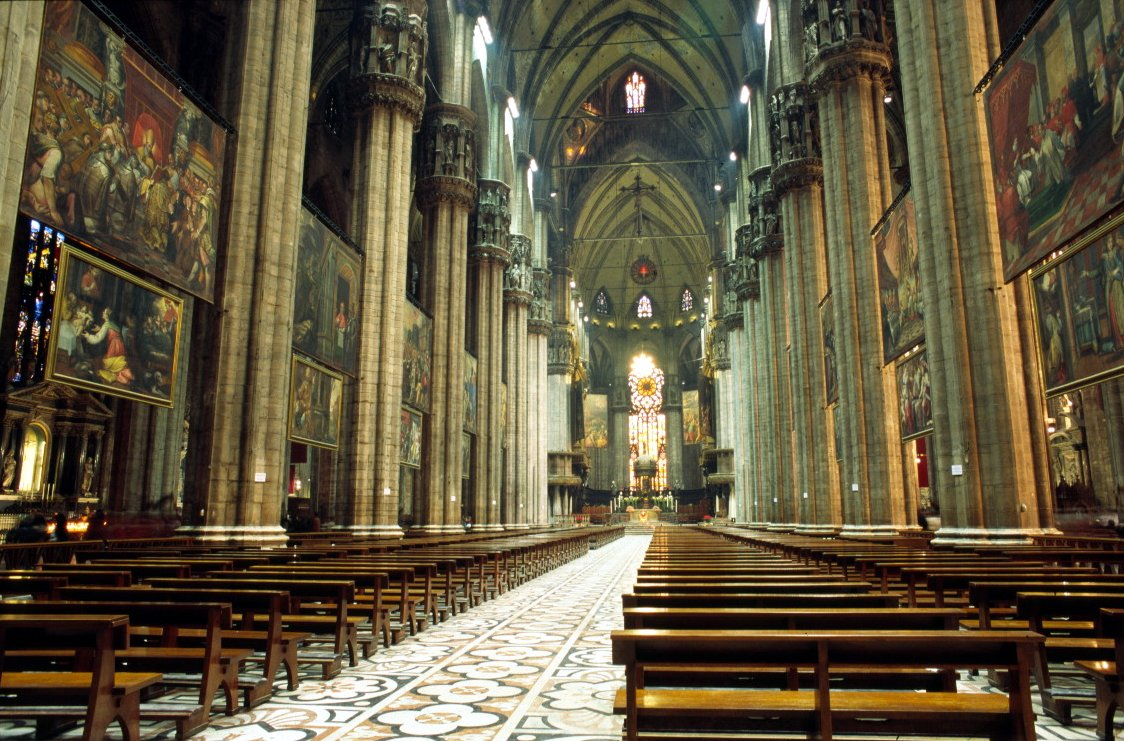
Il Duomo di Milano con i Quadroni esposti nella navata.

I Quadroni di San Carlo sono due serie di dipinti su tela esposti nei mesi di novembre e dicembre nel Duomo di Milano che celebrano la vita e i miracoli di San Carlo Borromeo.
Iniziata nel 1603 con i Fatti della vita del Beato Carlo (in onore della beatificazione), la serie dei Quadroni fu terminata nel 1610 con il gruppo dei Miracoli, di dimensioni inferiori.

## Caratteristiche
I quadroni di San Carlo Borromeo consistono in due cicli di dipinti che narrano la vita e i miracoli del primo santo della Controriforma: I fatti della vita del beato Carlo e I miracoli di San Carlo, di ventotto grandi tele ciascuno. Realizzate nel corso del Seicento, costituiscono il più importante ciclo pittorico del Barocco lombardo.
Queste grandi pitture sono esposte durante il mese di novembre nel Duomo di Milano in onore di San Carlo, la cui celebrazione è il 4 novembre.
I quadroni furono esposti continuativamente dal 4 novembre 1999 al 4 novembre 2000 in onore delle celebrazioni del Giubileo.
Il primo ciclo, fu commissionato tra il 1602 e il 1604 dalla Fabbrica del Duomo su volontà di Federico Borroemeo, a soli 18 anni dalla la morte del santo, ad alcuni dei più affermati pittori della Milano del tempo: Giovanni Battista Crespi detto il Cerano (4 dipinti), Paolo Camillo Landriani detto il Duchino (7), Giovanni Mauro della Rovere detto il Fiammenghino  (5), Carlo Buzzi (2), Giulio Cesare Procaccini (4), Domenico Pellegrini (1). Questo ciclo comprende le tele più grandi (6 metri per 4,75),  che narrano I fatti della vita del beato Carlo. Consiste di 28 dipinti ritraenti la sua vita, dalla nascita, all'attività come arcivescovo di Milano, ai solenni funerali. La serie, inizialmente composta da venti tele, fu poi ampliata nel secolo successivo con l'aggiunta di altre otto.
Le opere sono tutte tempere su tela. La qualità esecutiva delle opere è giudicata dai critici molto difforme. Le tele più apprezzate sono quelle realizzate dal Cerano, caratterizzate da un forte realismo nella resa dei costumi e delle ambientazioni, e da una notevole resa psicologica dei personaggi, pur nella potente enfasi retorica delle scene. Le tele degli altri autori, quali il Duchino e i Fiammenghini sono comunque caratterizzate spesso da una felice vena narrativa, pur senza raggiungere le vette stilistiche del Crespi.
Il secondo ciclo, I miracoli di San Carlo, consiste di 28 dipinti riguardanti i suoi miracoli e guarigioni. Questi quadri sono più piccoli rispetto alla prima serie e misurano approssimativamente 2,4x4,4 metri.
Furono realizzati tra il dicembre del 1609 e il novembre 1610, quando San Carlo venne canonizzato.
La seconda serie venne esposta assieme alla prima (la Vita) per la prima volta il 4 novembre 1610 nel Duomo di Milano. Anche questa serie vede impegnati i più apprezzati artisti del barocco milanese, alcuni dei quali già autori della prima serie, fra cui Cerano, Giulio Cesare Procaccini, il Duchino, i Fiammenghini, accanto a figure minori quali Carlo Buzzi e Giorgio Noyers. Anche a questa serie furono aggiunte altre tele nel Settecento.

## Collocazione e tema dei dipinti

### A destra, dopo gli organi
- Cesare Fiori (1660): Nascita di San Carlo nella rocca di Arona.

### Nella navata di destra, dall'ingresso verso il presbiterio

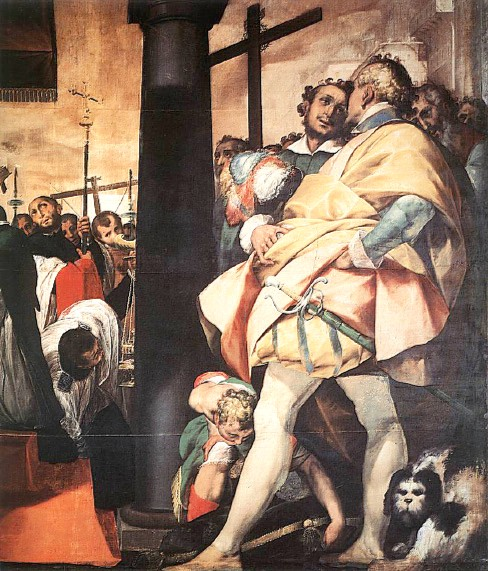
Particolare di uno dei Quadroni con i Fatti della vita del Beato Carlo di Giovanni Battista Crespi detto il Cerano (1603).

- Giorgio Bonola (1690): Creato abate, San Carlo destina i suoi averi ai poveri.
- Giorgio Bonola (seconda metà del Seicento): Miracolo di Marco Spagnolo.
- Filippo Abbiati (1670-80): Il solenne ingresso di San Carlo in Milano.
- Carlo Buzzi (1610): Miracolo di suor Candida Agudi.
- Il Cerano (1602): Il Santo vende il principato d'Oria.
- Il Cerano (1610): Miracolo di Aurelia degli Angeli. Si tratta di un miracolo post-mortem e narra della donna, Angelica degli Angeli, che era affetta da erisipela. Guarì grazie all'intercessione di San Carlo.
- Paolo Camillo Landriani detto "Il Duchino", e Pier Francesco Mazzucchelli detto "Il Morazzone (1602): Rinuncia dei propri titoli e dignità fatta da San Carlo per il tramite di un suo incaricato nelle mani del papa Gregorio XIII.
- Paolo Camillo Landriani detto "Il Duchino" (1610): Miracolo di Anna Miskowiki (scilicet "Miśkowiec") Branika.
- Fiammenghino (1602): San Carlo celebra molti concilii provinciali e sinodi diocesani.
- Giulio Cesare Procaccini (1610): Miracolo di Marta de Vighi inferma negli occhi.
- Carlo Buzzi (1604): San Carlo cura in particolare la scuola della Dottrina Cristiana.
- Carlo Buzzi (1610): Miracolo di suor Angela Antonia de Senis.
- Il Duchino (1602): San Carlo visita la valle Mesolcina.
- Il Duchino (1610): Miracolo di Marina Ferraro a Cracovia. (Colpita da una forma grave di idropisia che le gonfiava il volto e il ventre, si reca davanti all'immagine di San Carlo di Anna Miskovviki Branika e guarisce all'istante).
- Il Duchino (1604): San Carlo visita gli infermi.
- Il Cerano (1610): Miracolo di Giovanna Marone. Si tratta di un miracolo avvenuto dopo la morte di Carlo; il dipinto è ambientato nel duomo di Milano e narra della piccola Giovanna che, nata storpia, viene guarita grazie all'intercessione del santo arcivescovo.
- Il Duchino (1604): San Carlo trascorre le notti in penitenza e preghiera.
- Anonimo del XVII secolo: Miracolo della gamba incancrenita. (Non si sa nulla della storia di questa guarigione).

### Nel transetto di destra
- Carlo Carloni (metà del Settecento): San Carlo abbrucia, senza aprirla, una lettera contenente il nome dei suoi nemici. (Il vescovo di Savona, venuto a conoscenza di una congiura per uccidere San Carlo, gli scrive per avvertirlo. San Carlo però brucia la lettera per non "vedere chi habbia mala volontà contro di me, perché ho da dir Messa tra poco").
- Giorgio Noyers (1610): Miracolo di Margherita Monti.
- Fiammenghino (1602): L'attentato con l'archibugio (da parte del Farina).
- Giulio Cesare Procaccini (1610): Il paralitico Gerolamo Baio guarito presso la tomba del Santo..
- Il Cerano (1603): Il Santo fonda collegi dei Gesuiti, dei Barnabiti e dei Teatini.
- Il Cerano (1610): Risanamento del cappuccino fra' Sebastiano da Piacenza. Il Frate si era recato in pellegrinaggio presso la tomba del santo; dubitava di poter chiedere la grazia della guarigione all'allora beatificato Carlo, ma sperava di poter ottenere la forza per affrontare il dolore. Nel quadro vengono raffigurati anche gli incaricati della registrazione del verificarsi di eventi miracolosi. Ciò si spiega con le nuove esigenze controriformistiche nate durante il Concilio di Trento che richiedevano una rilettura e la pulizia delle agiografie (operata dai monaci Bollandisti) e la verifica dei miracoli, in base al numero dei quali si può procedere o meno alla santificazione.
- Giovanni Battista della Rovere e Giovanni Mauro della Rovere, detti "I Fiammenghini" (1603): San Carlo visita la diocesi e la provincia ecclesiastica.
- Giulio Cesare Procaccini (1610): Miracolo di suor Paola Giustina Casati.

### Nel transetto di sinistra
- Domenico Pellegrini (1603): Solennemente San Carlo trasferisce le reliquie dei Santi.
- Giulio Cesare Procaccini (1610): Miracolo di Carlino Nava.
- Il Fiammenghino (1602): Durante la peste, San Carlo porta in processione il Santo Chiodo.
- Giulio Cesare Procaccini (1610): Miracolo di fanciullo Giovan Battista Tirone.
- Il Duchino (1602): San Carlo amministra i Sacramenti agli appestati.
- Il Duchino (1610): Miracolo di Francesco Cuniolo, che guarisce dai "mal della pietra" inginocchiandosi per otto mattine sulla tomba del santo.
- Il Cerano (1602): Il santo visita gli appestati.
- Il Cerano (1610): Miracolo di Margherita Vertua, affetta da una "infirmità disperata", che guarisce dopo essere stata benedetta da S. Carlo che stava passando per via Orefici davanti al negozio da orafo del marito.

### Nella navata di sinistra, dall'abside verso la facciata
- Carlo Buzzi (1603): San Carlo fonda la congregazione degli Oblati.
- Anonimo del Seicento: Miracolo della gamba guarita dalla "calzetta [cassetta] di San Carlo". Non si conoscono i particolari di questo miracolo.
- Il Cerano (1603): Il Santo erige croci in città.
- Il Cerano (1610): Miracolo di Beatrice Crespi guarita di un cancro alla mammella. (Il padre la manda per tre volte in pellegrinaggio al sepolcro di San Carlo. La terza volta sente tornarle le forze).
- Anonimo del tardo Seicento: San Carlo istituisce l'Orfanotrofio della Stella.
- Alessandro Vaiani (1610): Miracolo di suor Angelica Landriani.
- Il Duchino e Il Morazzone (1602): Recatosi a Torino per venerare la Santa Sindone, San Carlo incontra i principi di Savoia.
- Il Duchino (1610): Guarigione di Angela Paola Bottigella.
- Il Fiammenghino (1602): San Carlo si ritira in esercizi spirituali sul monte di Varallo.
- Giulio Cesare Procaccini (1610): Miracolo di Domenico Brusadore, muratore. (Mentre si riposava dentro una chiesa fuori porta Vercellina gli appare San Carlo che lo spinge a uscire subito dall'edificio che pochi minuti dopo crolla).
- Il Duchino (1603): San Carlo fonda i monasteri delle Cappuccine, delle vergini di Sant'Orsola e delle vedove di Sant'Anna.
- Il Duchino (1610): Miracolo di Melchiorre Bariola.
- Carlo Antonio Procaccini (1604): San Carlo morente riceve il viatico.
- Giorgio Noyers (1610): Miracolo di Giovan Giacomo Lomazzo.
- Anonimo del tardo Seicento: I funerali in Duomo di San Carlo.
- Anonimo del Seicento: Miracolo di Virginio Casati. (Colpito da lunghe e dolorosissime coliche, fa un voto al Santo, che gli appare in sogno mentre prega davanti al Crocifisso. Si risveglia guarito).
- Giacomo Parravicini (1694-95): Concorso di popolo al sepolcro di San Carlo in Duomo.
- Giacomo Parravicini (fine del Seicento): San Carlo, invocato dal pittore Parravicini presente alla scena, salva il giovane Carlantonio Pestalozza che il cavallo stava facendo precipitare in un burrone.

### A destra, dopo gli organi
- Andrea Lanzani (inizio del Settecento): San Carlo in gloria.